# 蟪蛄
蟪蛄（学名：Platypleura kaempferi），公蟲尾節小且頂端較尖，體長約19—22（0.75—0.87英寸），前翅長約27—29（1.1—1.1英寸）。母蟲腹部第7腹板後有明顯的產卵管，體長約19—21（0.75—0.83英寸），前翅長約28—30（1.1—1.2英寸），成蟲每年5－8月間出沒，常見於樹幹上棲息，保護色良好，鳴叫聲小，夜晚具趨光性。

## 分布
中國大陸、日本、朝鮮半島、俄羅斯與馬來西亞，臺灣新竹以北低海拔山區。

## 文學
《莊子‧逍遙游》篇︰「朝菌不知晦朔，蟪蛄不知春秋……。」
西漢劉安《招隱士》：「桂樹叢生兮山之幽，偃蹇連蜷兮枝相繚。山氣巃嵷兮石嵯峨。谿谷嶄巖兮水曾波。猿狖群嘯兮虎豹嗥。攀援桂枝兮聊淹留。王孫遊兮不歸，春草生兮萋萋。歲暮兮不自聊，蟪蛄鳴兮啾啾。坱兮軋，山曲岪，心淹留兮恫慌忽。罔兮沕，憭兮栗，虎豹穴，叢薄深林兮人上慄。嶔岑碕礒兮，碅磳磈硊，樹輪相糾兮林木茷骫。青莎雜樹兮薠草靃靡，白鹿麇麚兮或騰或倚。狀貌崟崟兮峨峨，淒淒兮漇漎。獼猴兮熊羆，慕類兮以悲。攀援桂枝兮聊淹留，虎豹鬥兮熊羆咆，禽獸駭兮亡其曹。王孫兮歸來！山中兮不可以久留。」
清代作家沈起鳳志怪小說《諧鐸》，其中卷10「蟪蛄郡」章節。

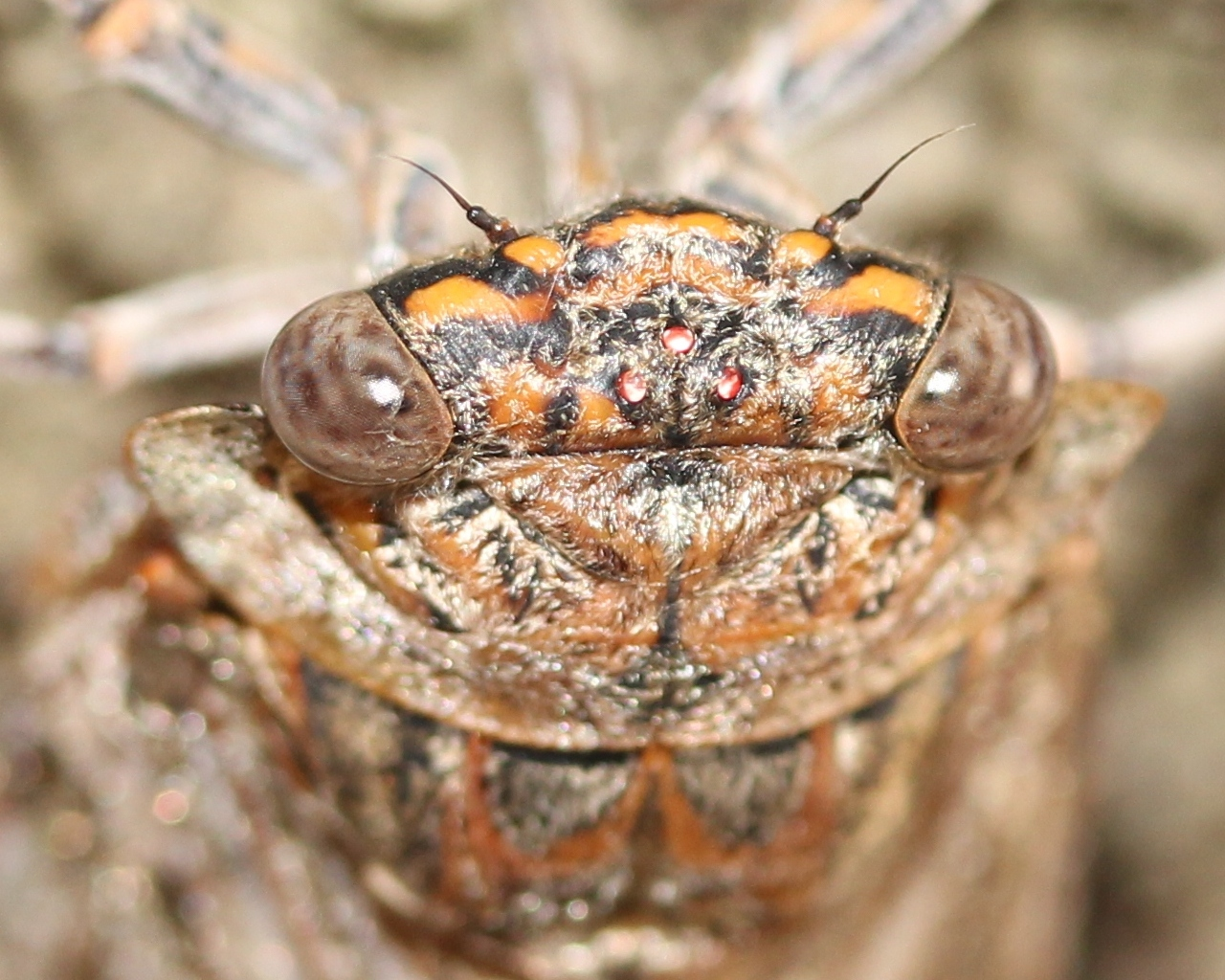
頭部特徵
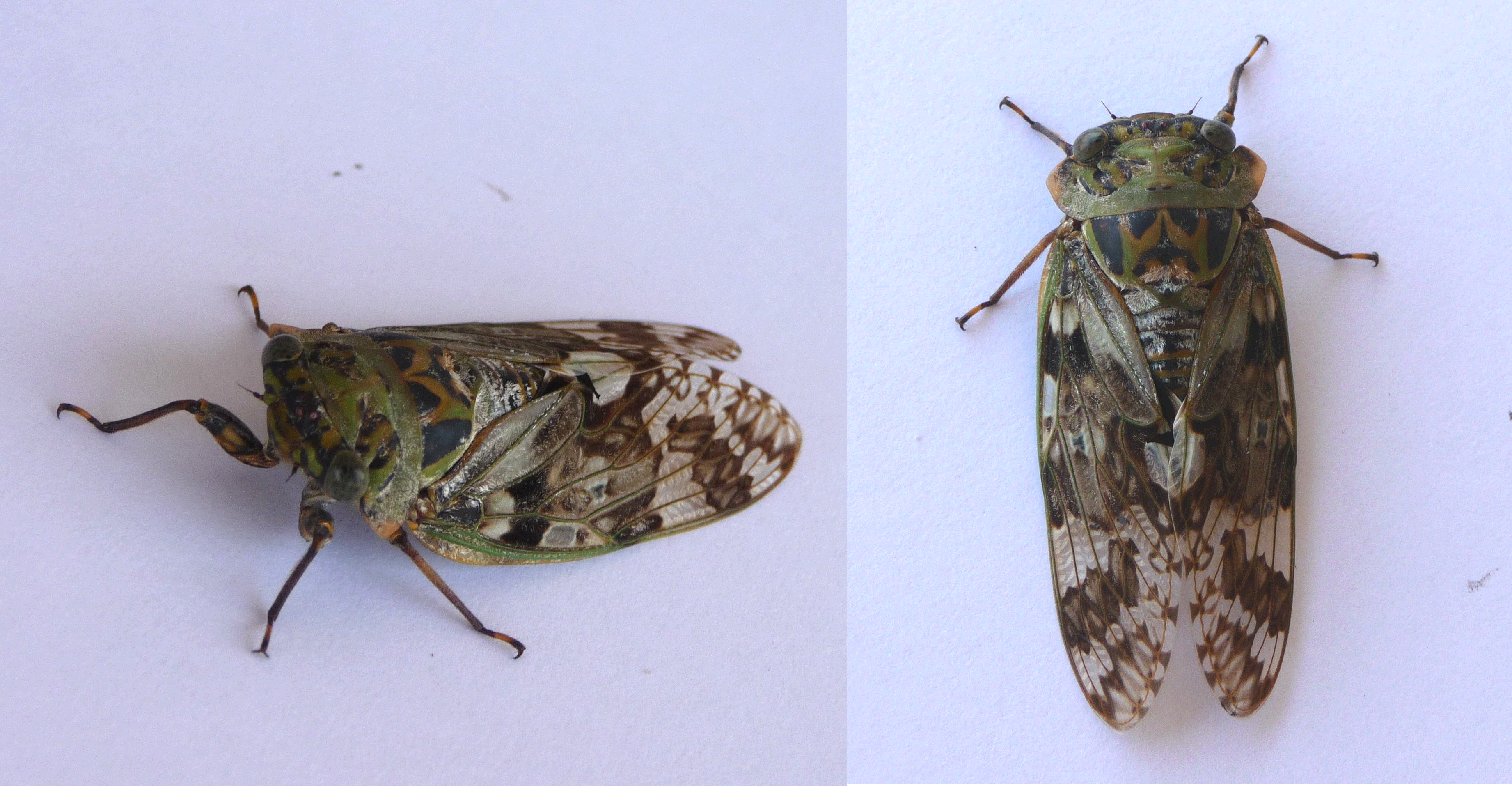
2008年於日本千葉縣